# Біканер
Бікане́р — місто в пустелі Тар, на північному заході індійського штату Раджастхан, центр однойменного округу. Сільське господарство й усе економічне життя регіону залежить від великих іригаційних проектів, на кшталт каналів Гангу (1928) та ім. Індіри Ганді (1987). Населення — 647 804 осіб (за переписом 2011 року).

## Клімат

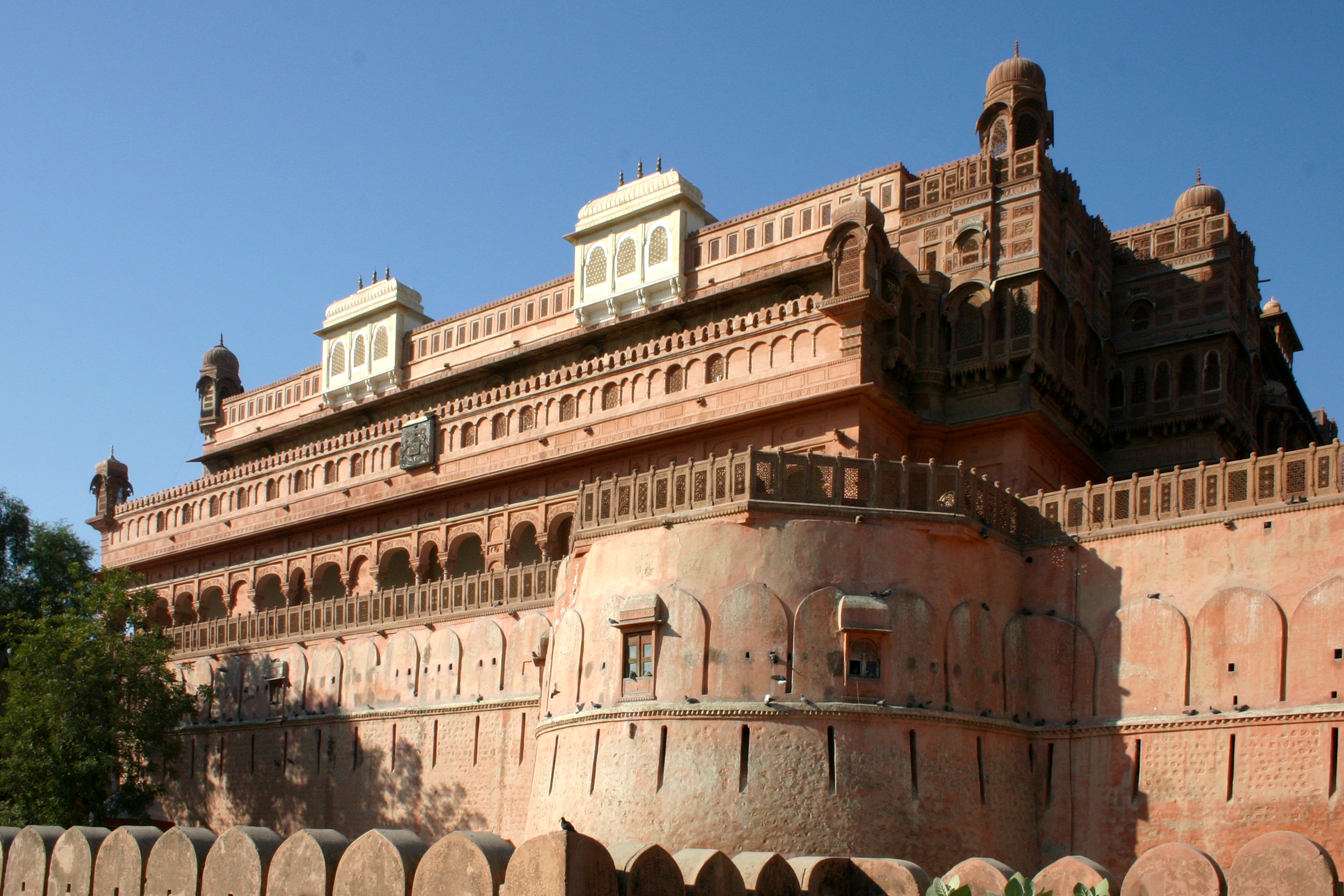
Фортеця-палац Джунагарх (XVI–XVIII століття).

Місто знаходиться у зоні, котра характеризується кліматом тропічних пустель. Найтепліший місяць — червень із середньою температурою 35.5 °C (95.9 °F). Найхолодніший місяць — січень, із середньою температурою 14.6 °С (58.3 °F).
| Клімат Біканера         | Клімат Біканера | Клімат Біканера | Клімат Біканера | Клімат Біканера | Клімат Біканера | Клімат Біканера | Клімат Біканера | Клімат Біканера | Клімат Біканера | Клімат Біканера | Клімат Біканера | Клімат Біканера | Клімат Біканера |
| Показник                | Січ.            | Лют.            | Бер.            | Квіт.           | Трав.           | Черв.           | Лип.            | Серп.           | Вер.            | Жовт.           | Лист.           | Груд.           | Рік             |
| Абсолютний максимум, °C | 31              | 40              | 42              | 47              | 49              | 48              | 47              | 43              | 43              | 42              | 37              | 33              | 49              |
| Середній максимум, °C   | 22,6            | 25,8            | 31,9            | 37,7            | 41,8            | 41,7            | 38,4            | 36,5            | 36,7            | 35,8            | 30,4            | 24,7            | 33,7            |
| Середня температура, °C | 14,6            | 17,7            | 23,8            | 29,9            | 34,5            | 35,5            | 33,3            | 31,7            | 31              | 27,9            | 21,4            | 16,1            | 26,5            |
| Середній мінімум, °C    | 6,5             | 9,6             | 15,7            | 22              | 27,1            | 29,3            | 28,1            | 26,8            | 25,2            | 20              | 12,4            | 7,4             | 19,2            |
| Абсолютний мінімум, °C  | −2              | 0               | 0               | 8               | 12              | 17              | 20              | 21              | 19              | 8               | 0               | 0               | −2              |
| Норма опадів, мм        | 5.7             | 7.8             | 6.3             | 11.9            | 15.9            | 33              | 91.1            | 82.6            | 40.8            | 10.1            | 1.9             | 3               | 310.1           |
| Днів з дощем            | 0               | 0               | 0               | 0               | 1               | 2               | 5               | 5               | 2               | 0               | 0               | 0               | 21              |
| Вологість повітря, %    | 57              | 50              | 43              | 36              | 36              | 45              | 63              | 65              | 67              | 50              | 51              | 59              | 52              |
| ----------------------- | --------------- | --------------- | --------------- | --------------- | --------------- | --------------- | --------------- | --------------- | --------------- | --------------- | --------------- | --------------- | --------------- |
| Джерело: Weatherbase    |                 |                 |                 |                 |                 |                 |                 |                 |                 |                 |                 |                 |                 |

## Історія
Біканер був заснований 1465 року раджпутським вождем Біка з клану Ратхорів і став столицею однойменного князівства. Його батько Джодха незадовго до цього заснував Джодхпур, з правителями якого князі Біканера протягом століть перебували в конфлікті. У цій суперечці вони спиралися на підтримку Великих Моголів, яким вірно служили.
Хоча після проникнення в Раджпутану англійців раджі Біканера підписали з ними субсидіарний договір, британська влада розглядала Біканер як гніздо заколоту. Для управління областю було засновано агентство Біканера, підпорядковане урядовому агентству Раджпутани. Незважаючи на складнощі в управлінні, Біканерский верблюжий корпус у роки Опіумних воєн вважався гордістю британської армії.
Старе місто оточене муром, висота якого коливається від 5 до 9 метрів. Шостий біканерский раджа, Рай Сінгх після того, як розбагатів на службі в Акбара, побудував палац-фортецю Джунагарх. Махараджа Ганга Сінгх (1880–1943) найняв архітектора Семюела Джекоба для будівництва нової резиденції в химерному індо-сарацинському стилі. Третій княжий палац, Лалгарх, було споруджено в 1902–1926 роки.

## Економіка
Біканер експортує вовну, переважно через Джайпур, а також кварц для виробинцтва скла, переважно в Бельгію. В економіці міста зростає роль туризму. На південний схід від міста розташована єдина державна ферма верблюдів у Азії; тварин з цієї ферми викорстовують переважно для парадів.

## Галерея

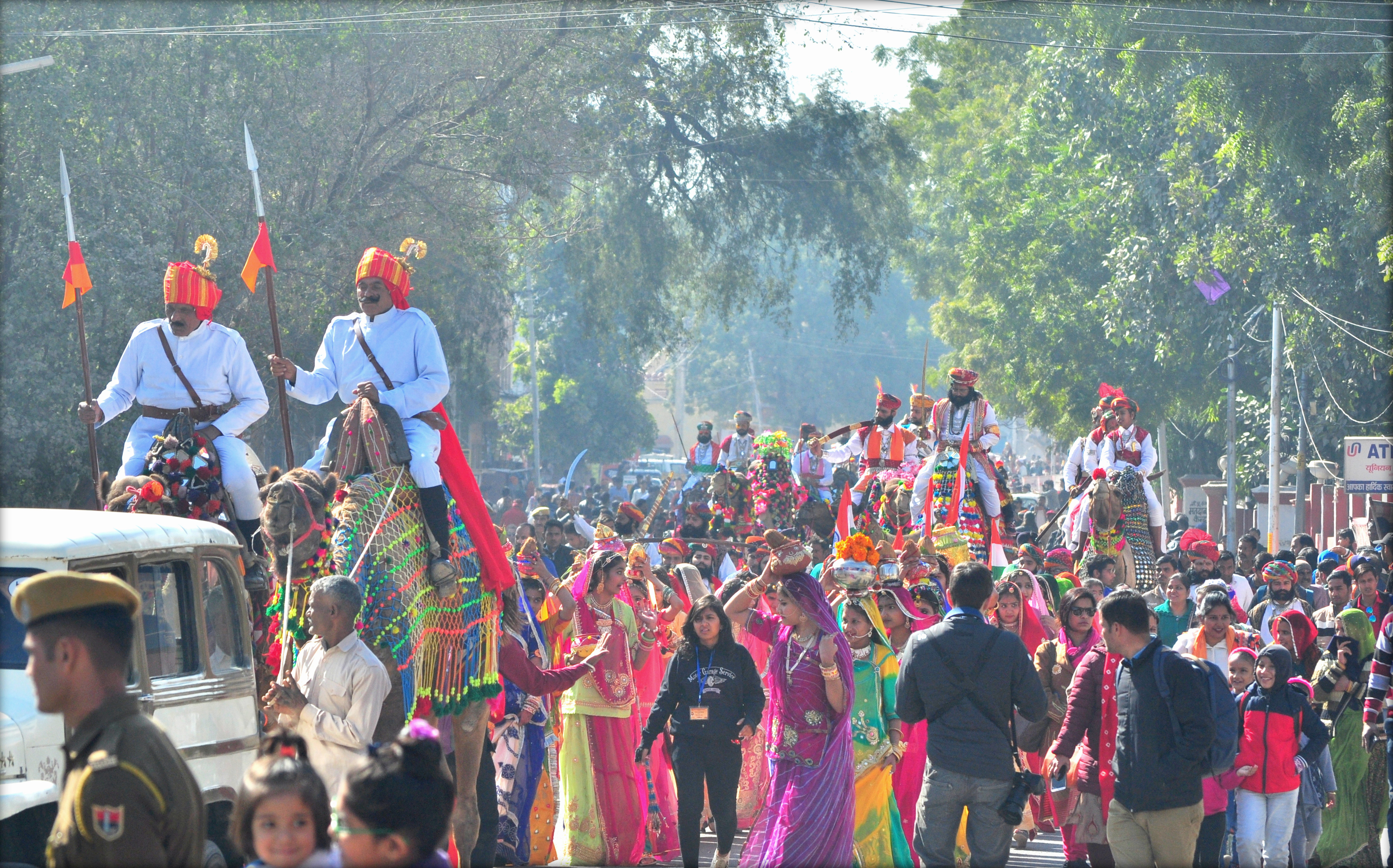
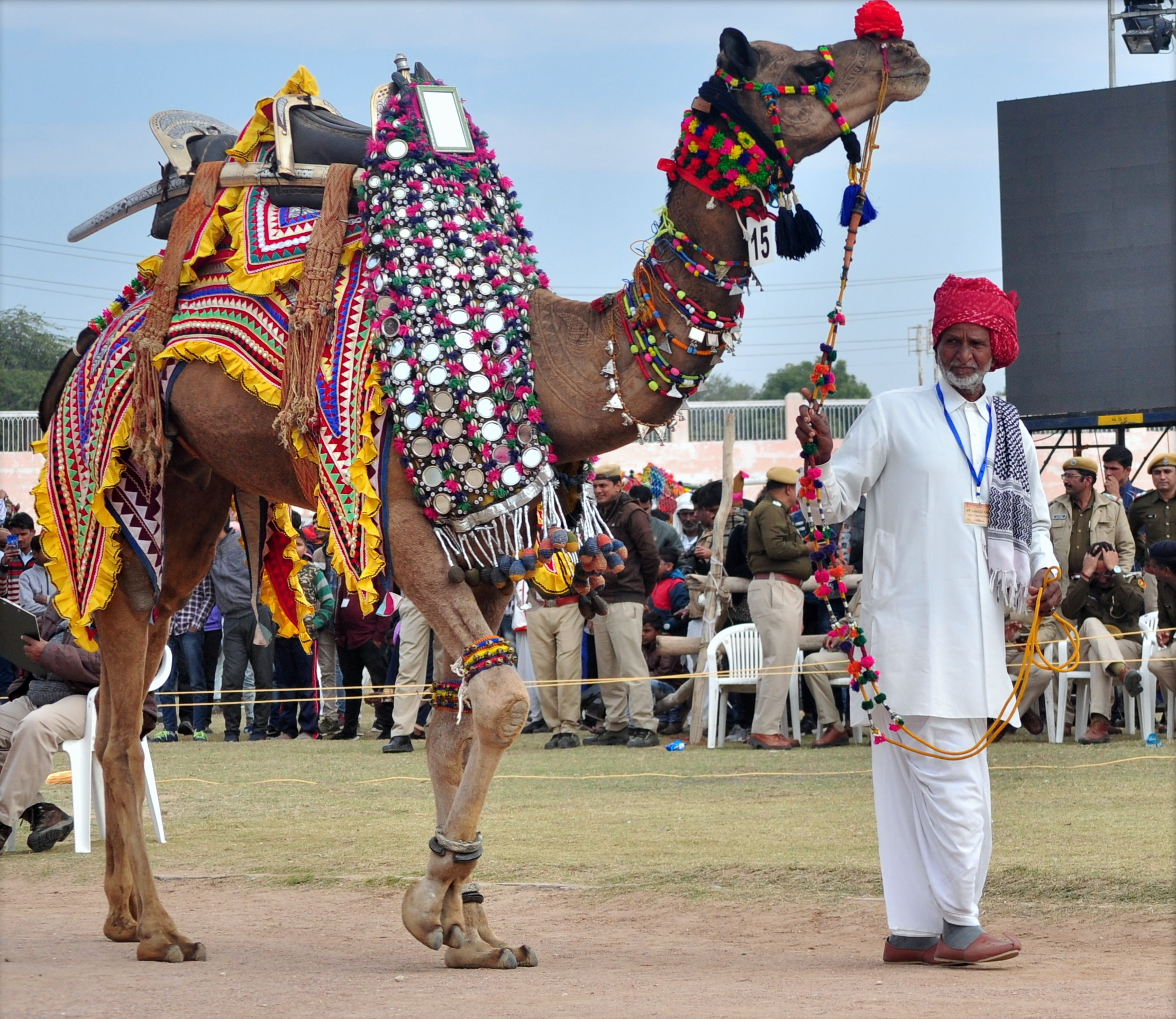
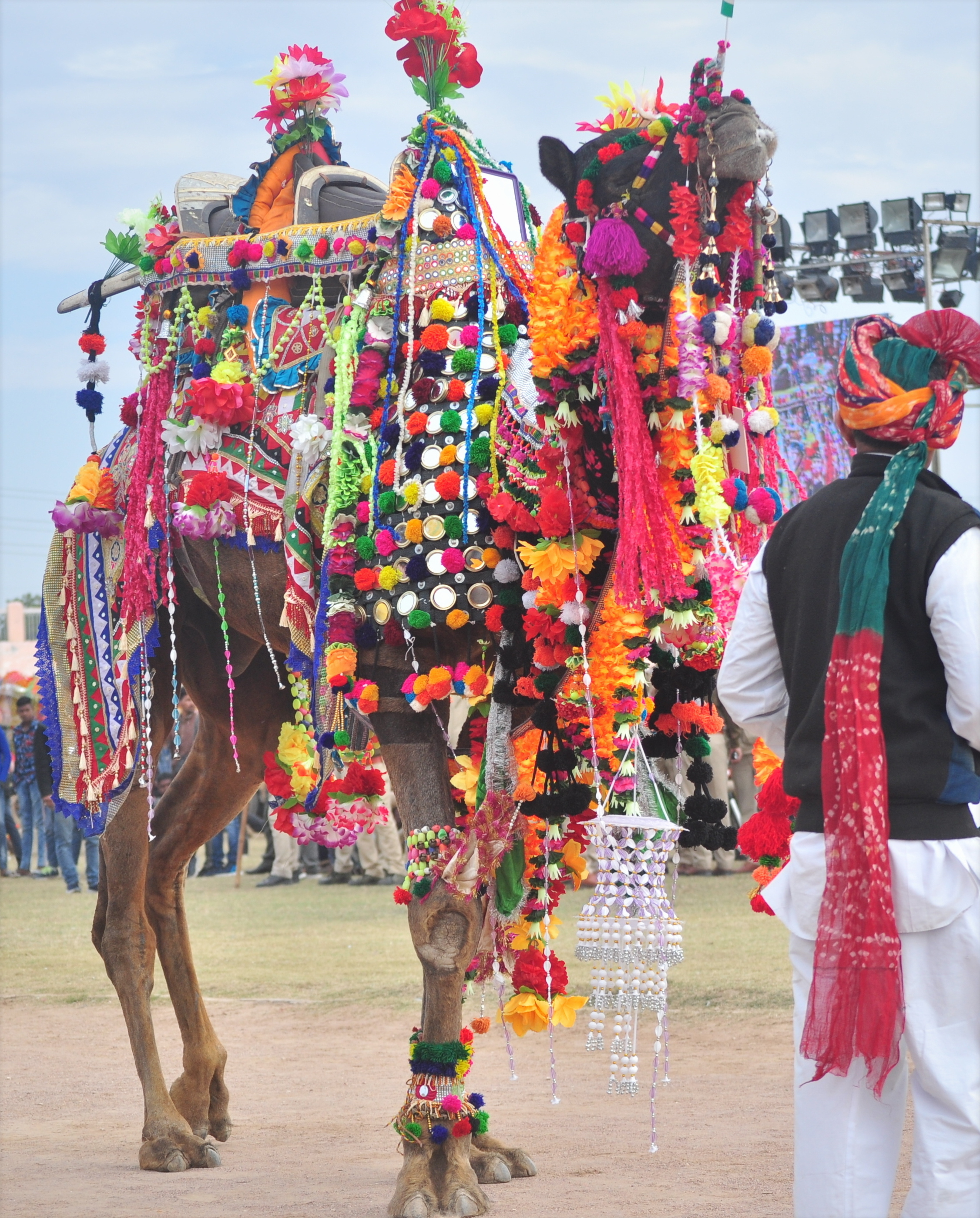
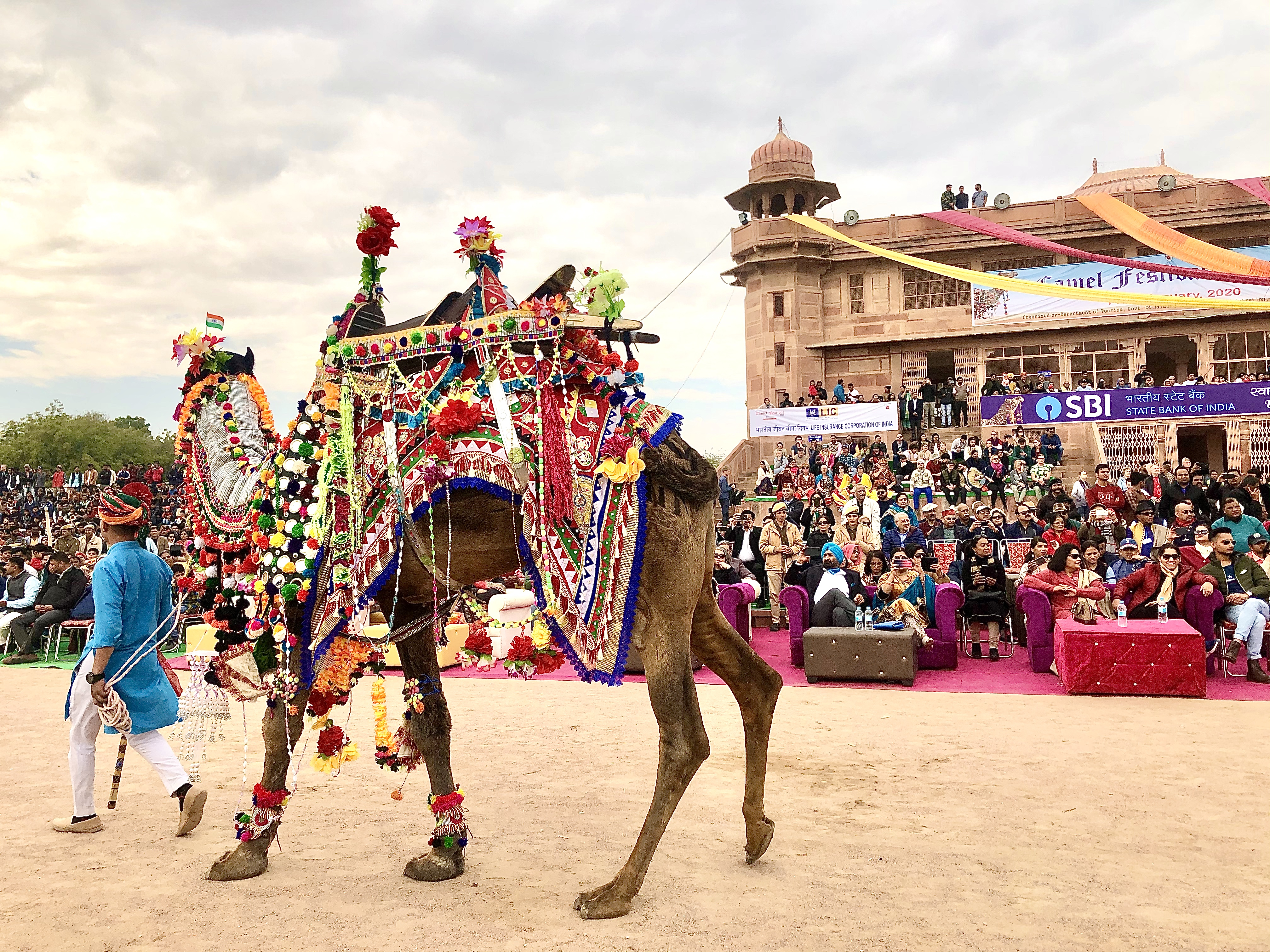
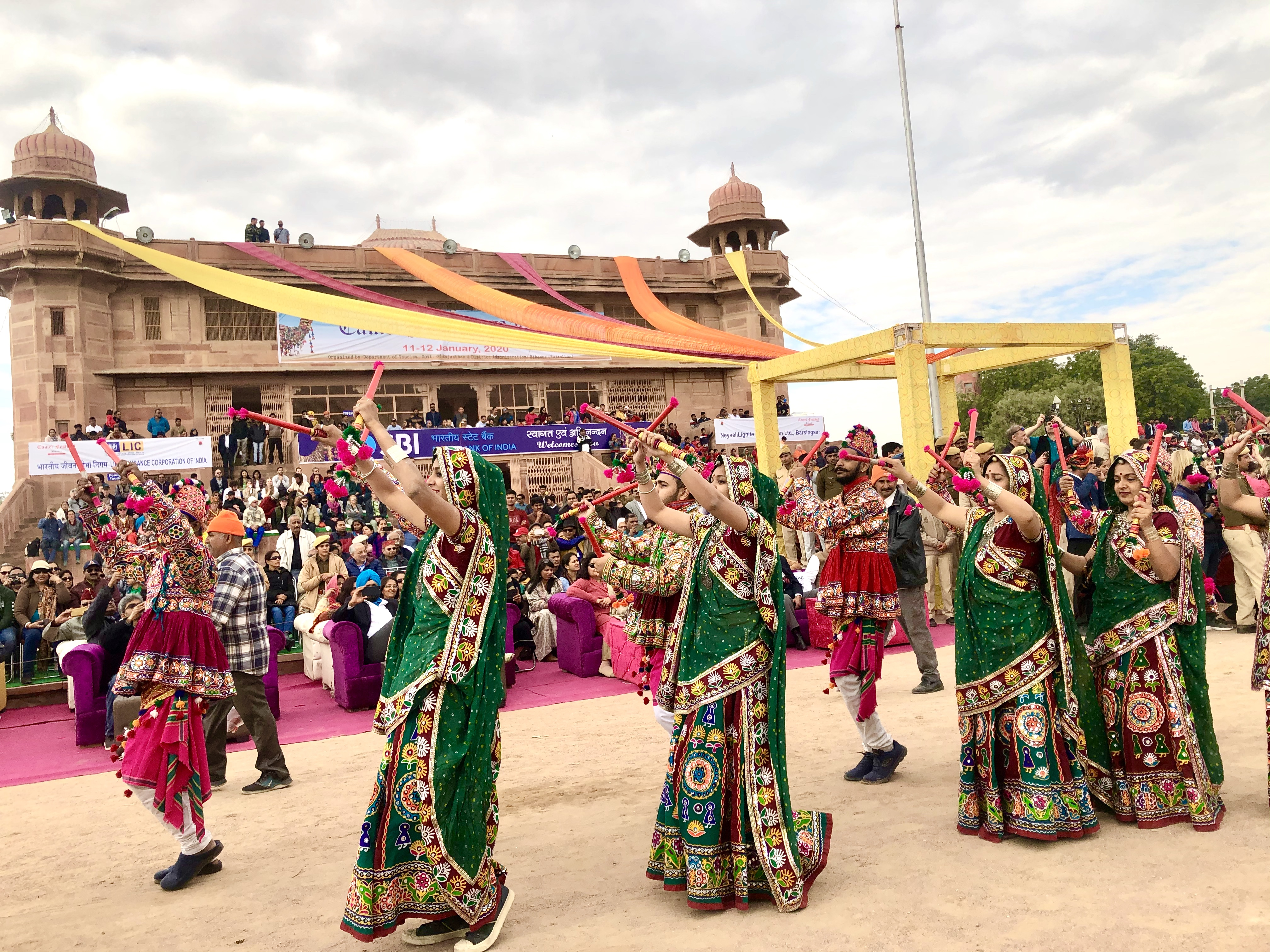
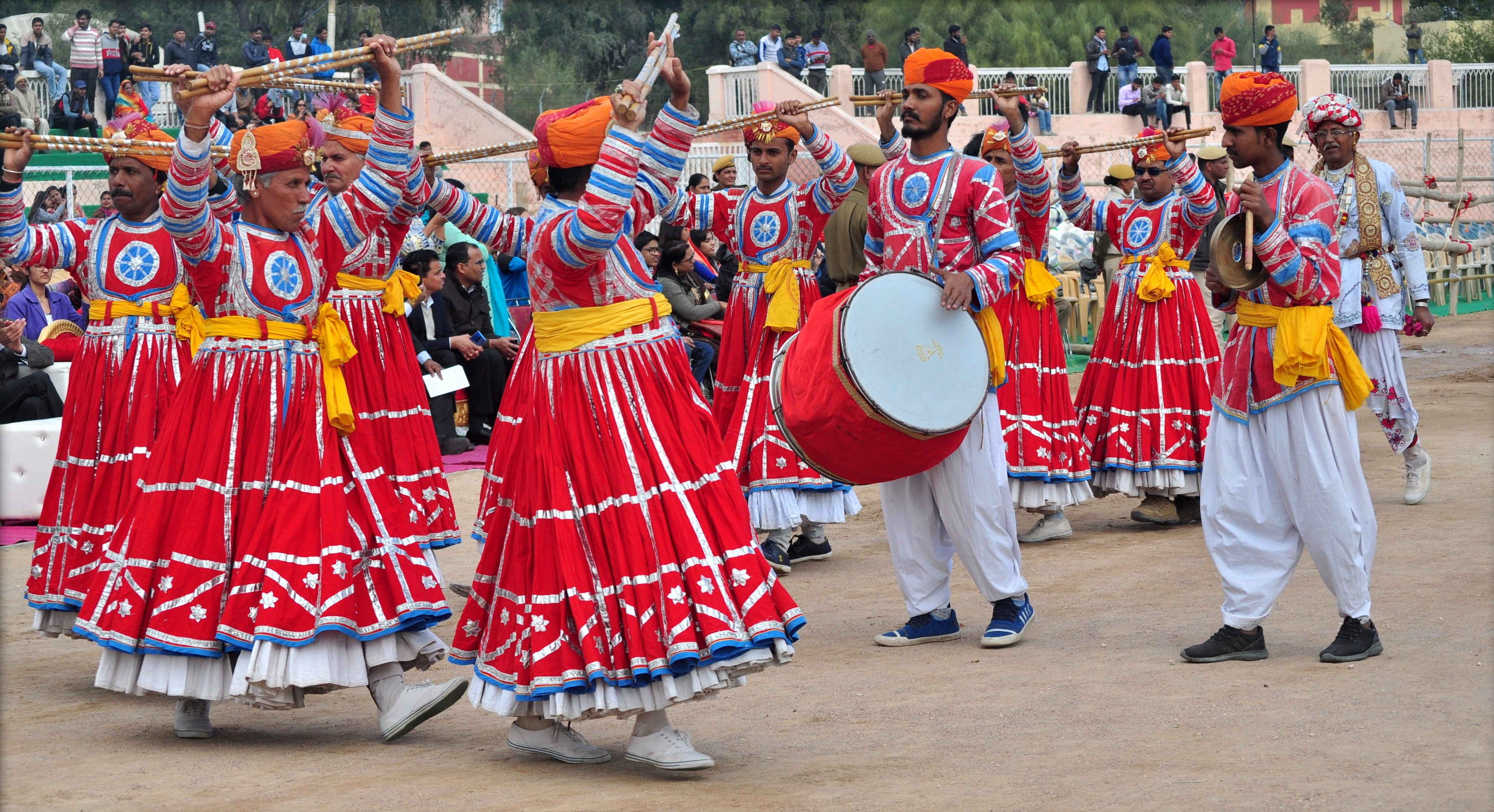

## Транспорт
Біканер має пряме залізничне сполучення з такими містами, як Делі, Мумбаї, Хайдерабад, Колката, Ґувахаті, Джайпур, Сурат, Джаландхар, Тіруванантапурам, Чандігарх, Джамму та Ахмедабад.